# Three strikes-lagar
Three strikes-lagar är en form av lagstiftning som blev populär i USA under 1990-talet. De infördes 1994 i Kalifornien, och har senare kommit att införas i 24 av USA:s delstater.
Lagarna innebär, att den som sedan tidigare är dömd för två allvarliga brott eller våldsbrott per automatik blir dömd till mellan 25 år och livstids fängelse efter en tredje dom.
Begreppet hämtades från basebollsporten, där slagmannen får två slag på sig, innan han blir bränd på det tredje.